# Kōnosu
Kōnosu (jap. 鴻巣市 Kōnosu-shi) – miasto w Japonii, na wyspie Honsiu, w prefekturze Saitama. Ma powierzchnię 67,44 km². W 2020 r. mieszkały w nim 116 864 osoby, w 47 316 gospodarstwach domowych  (w 2010 r. 119 629 osób, w 43 406 gospodarstwach domowych).